# Огродзенець (гміна)
Гміна Огродзенець (пол. Gmina Ogrodzieniec) — місько-сільська гміна у південній Польщі. Належить до Заверцянського повіту Сілезького воєводства.
Станом на 31 грудня 2011 у гміні проживало 9469 осіб.

## Територія
Згідно з даними за 2007 рік площа гміни становила 85.69 км², у тому числі:
- орні землі: 46.00%
- ліси: 44.00%

Таким чином, площа гміни становить 8.54% площі повіту.

## Населення
Станом на 31 грудня 2011:
| Опис     | Загалом | Загалом | Чоловіки | Чоловіки | Жінки | Жінки |
| -------- | ------- | ------- | -------- | -------- | ----- | ----- |
| одиниця  | осіб    | %       | осіб     | %        | осіб  | %     |
| все      | 9469    | 100     | 4597     | 48.55    | 4872  | 51.45 |
| міське   | 4438    | 100     | 2124     | 47.86    | 2314  | 52.14 |
| сільське | 5031    | 100     | 2473     | 49.16    | 2558  | 50.84 |

## Сусідні гміни
Гміна Огродзенець межує з такими гмінами: Заверці, Ключе, Крочиці, Лази, Пілиця.